# William Ellicott
William Ellicott (Launceston, Cornualla, 1856 – Richmond, Londres, 25 d'abril de 1933) va ser un tirador anglès que va competir a començaments del segle xx.
El 1908 va prendre part en els Jocs Olímpics de Londres, on disputà cinc proves del programa de tir. En la prova de tir al cérvol per equip guanyà la medalla de plata i en pistola lliure, 50 iardes per equips la de bronze. A més a més disputà les proves de tir al cérvol, doble tret, pistola individual i tir al cérvol, tret simple, on fou sisè, setè i dotzè respectivament.
Dotze anys més tard va disputar la prova de fossa olímpica per equips als Jocs d'Anvers, on fou quart.